# Edmund Spenser

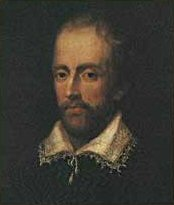
Edmund Spenser

Edmund Spenser (Londen, ca. 1552 – aldaar, 13 januari 1599) was een Engels dichter. Hij was Poet Laureate als opvolger van John Skelton.

## Biografie
Spenser studeerde van 1569 tot 1576 in Cambridge. Al tijdens zijn studie schreef hij epigrammen en sonnetten, en vertaalde hij werken uit het Frans en Italiaans. In 1578 werd hij secretaris van de bisschop van Rochester, en in 1579 verkreeg hij, door de invloed van zijn vriend Gabriel Harvey, een functie in het huishouden van de graaf van Leicester, waar hij bevriend raakte met Sir Philip Sidney, een neef van de graaf.

In dat jaar trouwde Spenser met Machabyas Child en publiceerde hij het herdersdicht The Shepheardes Calender, waarmee hij bekendheid verwierf. Het bestaat uit twaalf pastoralen (voor iedere maand één). Hij droeg het werk op aan zijn nieuwe vriend Sidney. 
Spenser streefde, evenals Sidney, een klassieke vormgeving van de poëzie na. Hij bediende zich opzettelijk van een archaïsch taalgebruik, wat hem wel op wat kritiek kwam te staan.
In 1580 vergezelde hij als secretaris Lord Grey de Wilton  naar Dublin; hij betrok het kasteel Kilcolman in Cork en bleef daar – met onderbrekingen – 18 jaar wonen.
Zijn meesterwerk is het epische werk The Faerie Queene, waarvan de titel verwijst naar koningin Elizabeth I. Het eerste deel verscheen in 1590, de volledige versie in 1596. Het is een allegorisch werk, waarin deugden worden gepersonifieerd en de volmaakte ridder Artus (verwijzend naar de Arthur-legendes) de feeënkoningin Gloriana (Elizabeth) zoekt. 
Speciaal voor The Faerie Queene schiep hij een eigen versvorm, naar hem 'Spenserian stanza' genoemd. Deze bestaat uit negenregelige strofen met het rijmschema ababbcbcc. De eerste 8 regels zijn verzen van vijf jamben, de laatste is een jambische zesvoeter of alexandrijn.
Spenser keerde terug naar Engeland in de hoop dat The Faerie Queene gunstig zou worden ontvangen en hem een betere positie zou opleveren. De koningin bleek inderdaad in haar schik met het gedicht en beloonde hem met een klein pensioen. Daar bleef het echter bij, en Spenser keerde terug naar Ierland. In 1594 trouwde hij voor de tweede keer, nu met de Ierse Elizabeth Boyle, die beschouwd wordt als inspiratiebron voor de beroemde sonnettenreeks Amoretti. Ook hier gebruikte hij een dichtvorm waaraan sindsdien zijn naam is verbonden: het 'Spenserian sonnet' volgt het door hem streng volgehouden rijmschema 'abab bcbc cdcd ee'.
In 1595 vertrok hij opnieuw naar Londen, waar hij twee jaar bleef. Ook dit bezoek leverde geen verbetering op van zijn positie. In 1597 was hij terug in Kilcolman. In 1598 werd hij sheriff van Cork. In oktober van dat jaar ontstond er een opstand in Ierland, waarbij zijn kasteel werd aangevallen en afbrandde. Spenser en zijn gezin konden zich in veiligheid stellen in Cork en aan het eind van het jaar vertrokken zij naar Londen. Spenser overleed een jaar later. Hij werd begraven in Westminster Abbey, in dat deel van de kerk dat later bekend zou worden als de Poets' Corner.

## Een fragment uit The Faerie Queene
It falles me here to write of Chastity,

That fairest vertue, farre above the rest;

For which what needs me fetch from Faery 

Forreine ensamples, it to have exprest? 

Sith it is shrined in my Soveraines brest, 

And form'd so lively in each perfect part 

That to all Ladies, which have it profest,

Need but behold the pourtraict of her hart

If pourtrayd it might be by any living art.

(Uit boek 3)

## Sonnet 75 uit Amoretti
ONE day I wrote her name upon the strand,

   but came the waues and washed it away:

   agayne I wrote it with a second hand,

   but came the tyde, and made my paynes his pray.

Vayne man, sayd she, that doest in vaine assay,

   a mortall thing so to immortalize.

   for I my selue shall lyke to this decay,

   and eek my name bee wyped out lykewize.

Not so, (quod I) let baser things deuize,

   to dy in dust, but you shall liue by fame:

   my verse your vertues rare shall eternize,

   and in the heuens wryte your glorious name.

Where whenas death shall all the world subdew,

   our loue shall liue, and later life renew.

## Werken
- The Shepheardes Calender (1579)
- Complaints (1591)
- Daphnaida (1591)
- Amoretti (sonnettencyclus) en Epithamalion (1595)
- Colin Clouts Comes Home Againe (1595)
- Prothalamion (1596)
- Fowre Hymnes (1596)
- The Faerie Queene (1596)
- A Veue of the Present State of Ireland (1596; proza)